# Av. 68 - Av. Américas (estación)
La estación intermedia Av. Américas hará parte del sistema de transporte masivo de Bogotá, TransMilenio, inaugurado en el año 2000.

## Ubicación
La estación está ubicada específicamente sobre la Avenida Carrera 68 entre calle 3 y calle 4D.
Atenderá la demanda de los barrios La Pradera, Hipotecho Sur y sus alrededores. En las cercanías se encuentra el Parque La Igualdad.

## Origen del nombre
La estación no cuenta aún con un nombre oficial, sin embargo, provisionalmente y durante la etapa de construcción se le asigna un nombre provisional relacionado con la nomenclatura de las vías más cercanas o que servirán de acceso a la misma. Previo a la puesta en funcionamiento de la troncal, se realizó un proceso de selección del nombre con la comunidad para generar apropiación del sistema.

## Historia
En noviembre de 2018 se anunció el convenio de financiación entre el Gobierno Nacional y el Distrito que asegura los recursos para la construcción de las troncales de la avenida Ciudad de Cali y la avenida Congreso Eucarístico. En octubre de 2019 se inició el proceso de licitación para diseñar y construir esta troncal, y finalmente, el 23 de enero de 2020 se adjudicó la construcción de esta troncal. El acta de inicio fue firmada a finales de junio del mismo año.

## Servicios de la estación

### Esquema
| ← Norte  |               |               |               |               |         |
| Calle 4D | sin servicios | sin servicios | sin servicios | sin servicios | Calle 3 |
| Puente   | Vagón 4       | Vagón 3       | Vagón 2       | Vagón 1       | Puente  |
| Calle 4D | sin servicios | sin servicios | sin servicios | sin servicios | Calle 3 |
| Sur →    |               |               |               |               |         |

### Servicios urbanos
Así mismo funcionan las siguientes rutas urbanas del SITP en los costados externos a la estación, circulando por los carriles de tráfico mixto sobre la Avenida Carrera 68, con posibilidad de trasbordo usando la tarjeta TuLlave:
| Código | Sector         | Dirección     | Rutas                                                |
| ------ | -------------- | ------------- | ---------------------------------------------------- |
| 099A07 | F Av. Américas | AK 68 - CL 4G | A503A606A610C137C155C705K302K505K627K721K724 661 E44 |
| 099B07 | F Av. Américas | AK 68 - CL 4G | A611D630K317K812 634                                 |
| 099C07 | F Av. Américas | AK 68 - CL 4D | D607D800 576 C101                                    |
| 099D07 | F Av. Américas | AK 68 - CL 4D | F408D208 367 SE6                                     |
| 097A07 | F Av. Américas | AK 68 - CL 4G | A302G137G503G505H610H627H705H721H724L155L812 661 E44 |
| 097B07 | F Av. Américas | AK 68 - CL 4G | H317H606H611H630L800 634                             |
| 097C07 | F Av. Américas | AK 68 - CL 5  | G156 367 SE6                                         |
| 097D07 | F Av. Américas | AK 68 - CL 5  | G208H408H607 576 C101                                |

## Ubicación geográfica
| Noroeste: F Marsella | Norte: N Calle 11  | Nordeste: F Pradera - Plaza Central |
| Oeste: Kennedy       |                    | Este: Puente Aranda                 |
| Suroeste: Kennedy    | Sur: N Calle 8 Sur | Sureste: Puente Aranda              |